# Jäger Movement
Фінські єгері, рух єгерів, єгерський рух у Фінляндії — члени військових формувань фінських сепаратистів у складі німецької імперської армії під час Першої світової війни в 1915–1918 роках, які згодом взяли участь у Громадянській війні у Фінляндії.
Jäger Movement (або Jägerbewegung) був важливим аспектом війни між Фінляндією та Російською імперією під час Першої світової війни та Громадянської війни в Росії. Цей термін використовувався для опису фінських волонтерів, які підтримували німецьку армію проти російських військ у боротьбі за незалежність Фінляндії та спроби зміни влади в Росії. Ось короткий огляд цих подій:
1. Перша світова війна (1914-1918): Під час Першої світової війни Фінляндія, яка на той момент була частиною Російської імперії, виступила за свою незалежність та відмовилася від участі в війні на боці Росії. Фінляндія мала свої плани створення власних військових сил.
2. Jäger Movement: Jäger Movement виник у контексті цієї війни. Фінляндські волонтери, які навчалися в Німеччині, створили військові частини під назвою "Jäger" (мисливці), щоб підтримати Фінляндію у боротьбі за незалежність. Вони отримали військову підготовку та боролися на боці німецької армії проти російських військ.
3. Незалежність Фінляндії (1917): Фінляндія остаточно проголосила свою незалежність від Росії у грудні 1917 року. Jäger Movement відіграв важливу роль у війні за незалежність та утвердженні нової державності Фінляндії.